# متشنكوفيلا ولفارثية
متشنكوفيلا ولفارثية (الاسم العلمي:Metchnikovella wohlfarthi) هي نوع من الفطريات تتبع جنس المتشنكوفيلا من الفصيلة المتشنكوفيلية.